# ルイジ・スカッティーニ
ルイジ・スカッティーニ（Luigi Scattini、1927年5月17日 - 2010年7月12日）は、イタリアの映画監督。

## 作品
- ムーン・スキン・ガール
- 世界残酷2000年
- 続・快楽と神秘/世界秘(秘)教地帯を裂く
- フリーセックス地帯を行く/天国か地獄か
- 危機一髪・殺しの追跡